# Texas switch
El Texas Switch es una técnica cinematográfica que permite un cambio sutil entre un doble de acción y un actor mediante un movimiento de cámara o la puesta en escena.
El uso de esta técnica ofrece un mayor realismo en las escenas, pudiendo así prescindir de efectos visuales realizados por ordenador que empeorarían el resultado final. El Texas Switch preserva la autenticidad de la historia.

## Ejemplos de Texas Switch

### Escenas de acción
Existen un gran número de cintas que hacen uso de esta técnica. 
Podemos verla en películas de acción como Desde Rusia Con Amor, segunda de las películas del Agente 007 con Sean Connery como protagonista. En dicha escena, James Bond está siendo perseguido por un helicóptero. El doble de acción salta tras una roca, en la que está escondido el actor británico, que aparece tras el cambiazo.
Es un gran recurso para preservar la verosimilitud de la escena.
Podemos ver un caso similar en la escena inicial de The Place Beyond the Pines, en que tras un largo plano secuencia de Ryan Gosling caminando de espaldas, se monta en una motocicleta para realizar unas acrobacias. No obstante, el que realiza dichas acrobacias es su doble de acción, con quien da el cambiazo fuera de campo tras un sutil movimiento de cámara.

### Escenas comédicas
El Texas Switch ha sido también usado como elemento comédico en películas como Agárralo como puedas, parodiando así las exageradas escenas de acrobacias en películas del género policiaco.